# Dubový potok (přítok Oravy)
Dubový potok je potok na dolní Oravě, v severní části okresu Dolný Kubín. Jde o pravostranný přítok Oravy, měří 4,3 km a je tokem IV. řádu.

## Pramen
Pramení v Oravské Maguře, v podcelku Budín, na jižním svahu Čistého grúně (1 082,2 m n. m.) v oblasti Pálenice, v nadmořské výšce přibližně 980 m n. m..

## Popis toku
Nejprve teče jihovýchodním směrem, v pramenné oblasti přibírá krátký přítok zleva z oblasti Pálenice a vstupuje do Oravské vrchoviny. Dále pokračuje jihojihovýchodním směrem, z levé strany přibírá nejprve přítok z jižního svahu Bacharové (971,6 m n. m.) a pak ze severního svahu Stojkova (810,3 m n. m.). Na dolním toku už teče severojižním směrem, zprava přibírá krátký přítok ze severovýchodního svahu Vrátní (783,8 m n. m.) a na okraji obce Sedliacka Dubová ústí v nadmořské výšce cca 519 m n. m. do Oravy.

## Jiné názvy
- Dubovský potok
- nářečně: Dubouskí potok, Duboví potok